# Phoma oculi-hominis
Phoma oculi-hominis är en lavart som beskrevs av Punith. 1976. Phoma oculi-hominis ingår i släktet Phoma, ordningen Pleosporales, klassen Dothideomycetes, divisionen sporsäcksvampar och riket svampar.   Inga underarter finns listade i Catalogue of Life.